# Piggbjörnbär
Piggbjörnbär (Rubus hystricopsis) är en rosväxtart som först beskrevs av Peter Kristian Nicolaj Friderichsen, och fick sitt nu gällande namn av A. Gust.. Enligt Catalogue of Life ingår Piggbjörnbär i släktet rubusar och familjen rosväxter, men enligt Dyntaxa är tillhörigheten istället släktet rubusar och familjen rosväxter. Arten har ej påträffats i Sverige. Inga underarter finns listade i Catalogue of Life.

## Bildgalleri

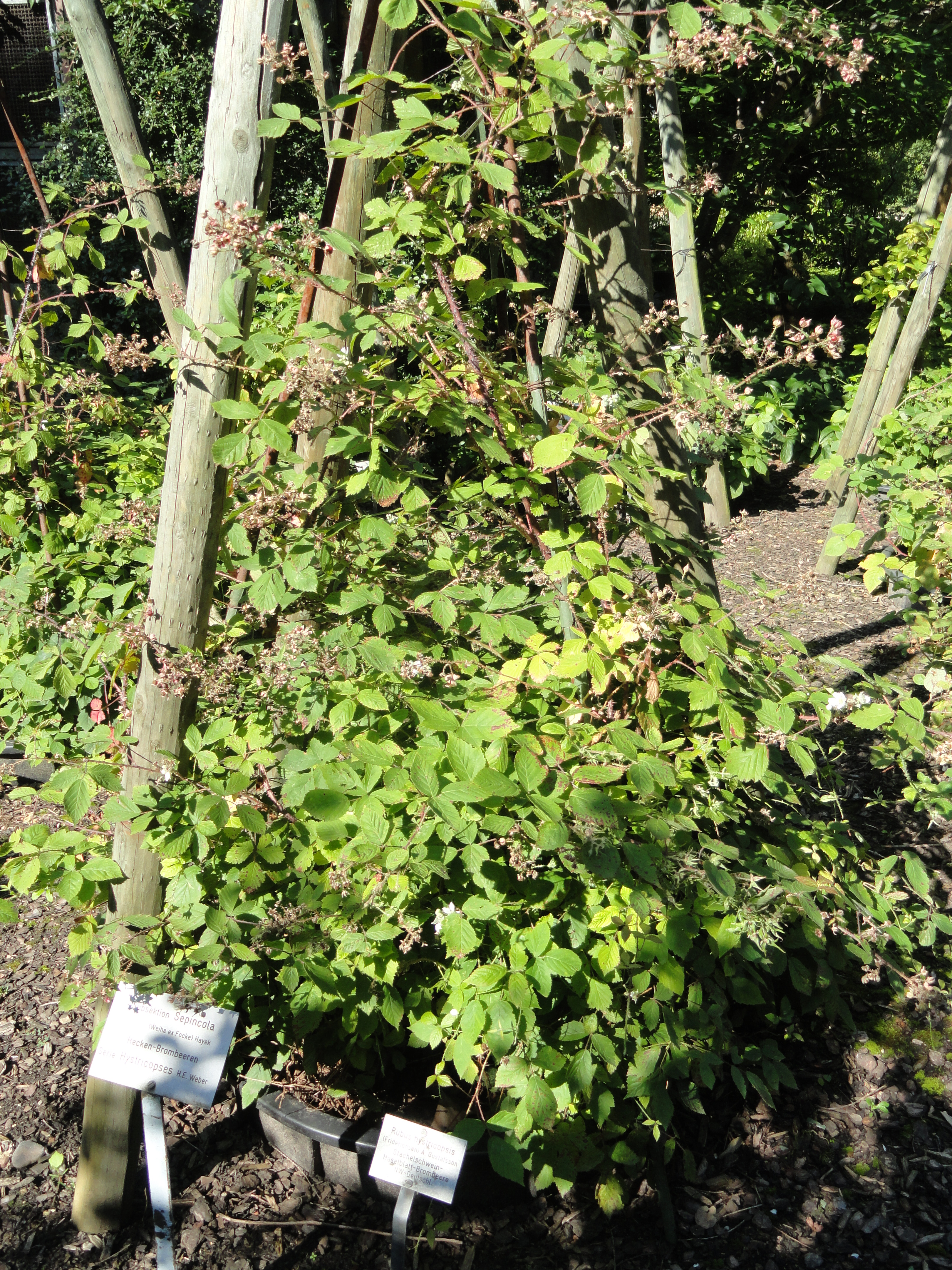
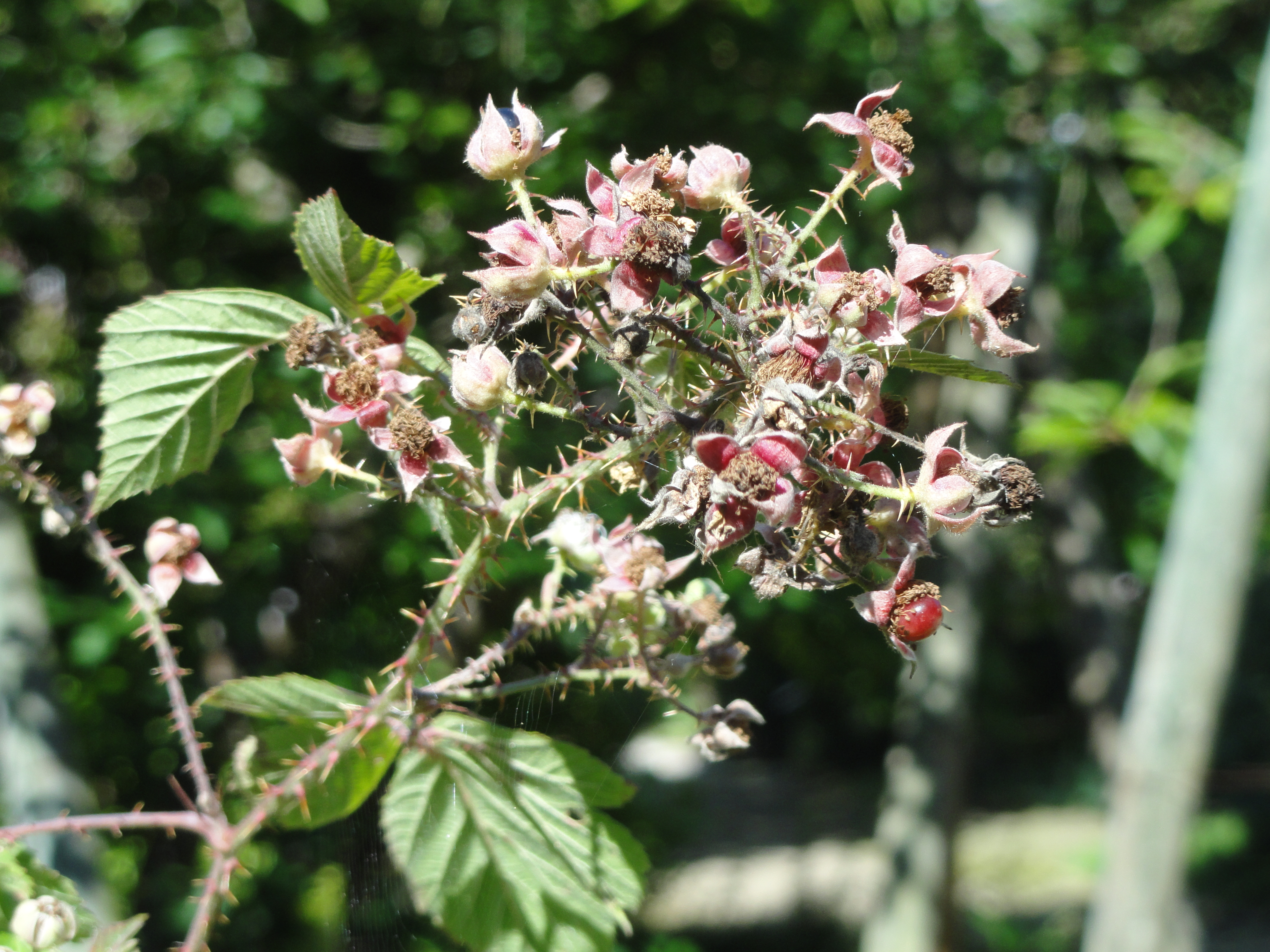